# Sverrir Ingi Ingason
Sverrir Ingi Ingason, född 5 augusti 1993 i Kópavogur, är en isländsk fotbollsspelare som spelar för danska FC Midtjylland.

## Karriär
Den 1 februari 2019 värvades Ingason av grekiska PAOK, där han skrev på ett 3,5-årskontrakt.